# Gerald Green
Gerald Green (Houston, 26 de janeiro de 1986) é um jogador norte-americano de basquete profissional que foi recrutado pelo Boston Celtics com a 18ª escolha do Draft em 2005. Durante sua carreira, Green jogou em vários times ao redor do mundo, tendo integrado o elenco de 9 times diferentes na NBA e 3 times da NBA G-League, jogou também a Liga Chinesa de Basquete pelo time Guangzhou Long-Lions. Em sua passagem de 2 anos pela Rússia, Gerald Green jogou também pelos times Krasnye Krylia e Lokomotiv-Kuban. Enquanto jogou na NBA, Green ficou muito conhecido por saber enterrar muito bem, proporcionando ao público jogadas esteticamente muito atrativas, tanto que em 2005 ele venceu o Concurso de Enterradas da McDonald's, e em 2007 ele venceu o Concurso de Enterradas da All-Star Weekend da NBA. Durante a Offseason da Temporada 2017-2019 da NBA, ele foi contratado como Agente Livre pelo Milwaukee Bucks, mas antes do início da temporada foi dispensado do time. No mês de Dezembro de 2017 foi repatriado pelo Houston Rockets, para o prosseguimento da temporada 2017-2018.

## Estatísticas na NBA

### Temporada regular
| Ano     | Equipe     | PJ  | PT  | MPP  | %TC   | %3P  | %TL  | RPP | APP | ROB | TPP | PPP  |
| ------- | ---------- | --- | --- | ---- | ----- | ---- | ---- | --- | --- | --- | --- | ---- |
| 2005-06 | Boston     | 32  | 3   | 11.7 | .478  | .300 | .784 | 1.3 | .6  | .4  | .1  | 5.2  |
| 2006-07 | Boston     | 81  | 26  | 22.0 | .419  | .368 | .805 | 2.6 | 1.0 | .5  | .3  | 10.4 |
| 2007-08 | Minnesota  | 29  | 0   | 12.3 | .331  | .385 | .829 | 2.1 | 1.0 | .3  | .1  | 5.1  |
| 2007-08 | Houston    | 1   | 0   | 4.0  | 1.000 | .000 | .000 | 2.0 | .0  | .0  | .0  | 6.0  |
| 2008-09 | Dallas     | 38  | 12  | 9.9  | .439  | .304 | .844 | 1.4 | .4  | .3  | .1  | 5.2  |
| 2011-12 | New Jersey | 31  | 2   | 25.2 | .481  | .391 | .754 | 3.5 | 1.1 | .9  | .5  | 12.9 |
| 2012-13 | Indiana    | 60  | 7   | 18.0 | .366  | .314 | .800 | 2.4 | .8  | .3  | .4  | 7.0  |
| 2013-14 | Phoenix    | 82  | 48  | 28.4 | .445  | .400 | .848 | 3.4 | 1.5 | .9  | .5  | 15.8 |
| 2014-15 | Phoenix    | 74  | 4   | 19.5 | .416  | .354 | .825 | 2.5 | 1.2 | .6  | .2  | 11.9 |
| 2015-16 | Miami      | 69  | 14  | 22.6 | .392  | .323 | .783 | 2.4 | .8  | .6  | .3  | 8.9  |
| Total   | Total      | 497 | 116 | 20.3 | .421  | .361 | .815 | 2.5 | 1.0 | .5  | .3  | 10.0 |

### Playoffs
| Ano   | Equipe  | PJ | PT | MPP  | %TC  | %3P  | %TL   | RPP | APP | ROB | TPP | PPP |
| ----- | ------- | -- | -- | ---- | ---- | ---- | ----- | --- | --- | --- | --- | --- |
| 2009  | Dallas  | 6  | 0  | 4.3  | .286 | .200 | .500  | .3  | .0  | .2  | .0  | 1.8 |
| 2013  | Indiana | 9  | 0  | 11.7 | .420 | .333 | 1.000 | 1.3 | .3  | .0  | .1  | 6.1 |
| 2016  | Miami   | 12 | 0  | 9.2  | .327 | .386 | .800  | 1.4 | .1  | .3  | .1  | 3.3 |
| Total | Total   | 27 | 0  | 8.9  | .363 | .308 | .727  | 1.1 | .1  | .2  | .1  | 3.9 |